# کارور رنچس، وست پارک، فلوریدا
کارور رنچس (به انگلیسی: Carver Ranches) یک منطقهٔ مسکونی در ایالات متحده آمریکا است که در شهرستان براوارد، فلوریدا واقع شده‌است. کارور رنچس ۱٫۷ کیلومتر مربع مساحت و ۴٬۲۹۹ نفر جمعیت دارد و ۳ متر بالاتر از سطح دریا قرار دارد.